# Vila Jusã
Vila Jusã ist ein Ort und eine ehemalige Gemeinde im Norden Portugals. Vila Jusã liegt am Rio Douro und gehört zum Weinbaugebiet Alto Douro, der ersten geschützten Weinbauregion der Welt, seit 2001 UNESCO-Welterbe.

## Geschichte
Die ältesten Aufzeichnungen stammen aus dem 12. Jahrhundert, als der Ort unter dem Namen São Martinho de Meison Frigido de Jusano verzeichnet war. Als erstes offizielles Dokument des Ortes gilt die Schenkungsurkunde der hiesigen Kirche São Martinho vom 19. Mai 1145 durch Portugals ersten König D. Afonso Henriques. Die geografische Nähe zu den Gemeinden Santa Cristina und São Nicolau sorgte danach vielfach für Konflikte, sowohl zwischen der Bevölkerung als auch zwischen den lokalen Regenten. So bestand seit dem 12. Jahrhundert der Wunsch in Vila Jusã, von Mesão Frio aus verwaltet zu werden, was jedoch auf Ablehnung dort traf.
Mindestens seit Mitte des 18. Jahrhunderts war Vila Jusã eine eigenständige Gemeinde.
Bis zu den Verwaltungsreformen nach dem Miguelistenkrieg (1834) gehörte der Ort zum Kreis Pena Guião, danach wurde er Mesão Frio angegliedert.
Mit der Gebietsreform 2013 wurde die Gemeinde Vila Jusã aufgelöst und mit den beiden alten Nachbargemeinden zur neuen Gemeinde Mesão Frio (Santo André) zusammengefasst.

## Verwaltung

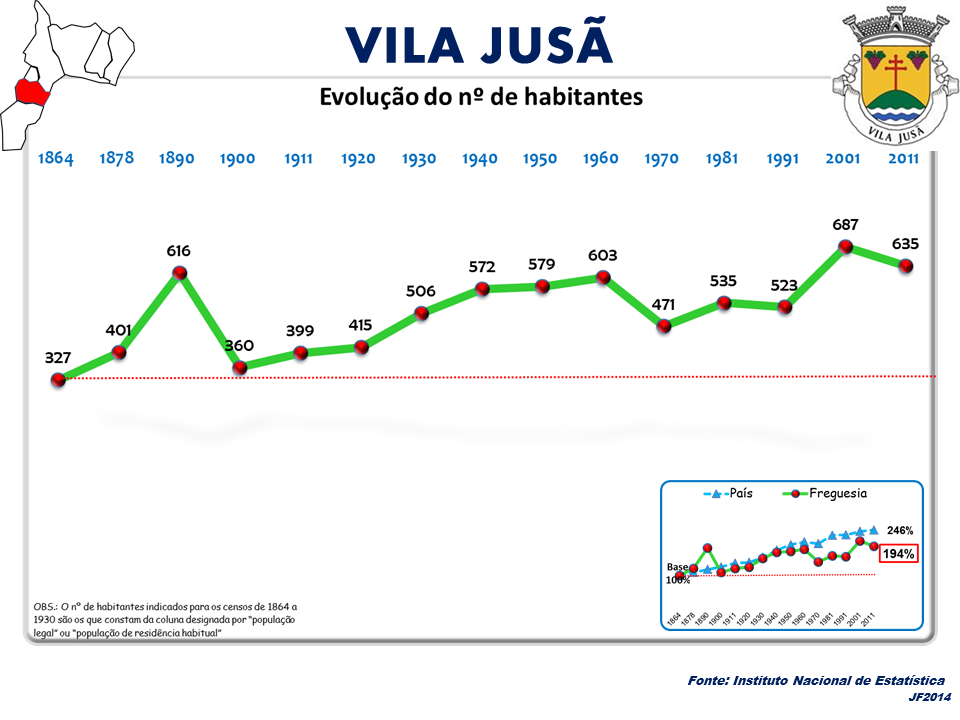
Bevölkerungsentwicklung der Gemeinde Vila Jusã (1864–2011)

Vila Jusã war Sitz einer gleichnamigen Gemeinde (Freguesia) im Kreis (Concelho) von Mesão Frio im Distrikt Vila Real. Die Gemeinde hatte 635 Einwohner auf einer Fläche von 1,82 km²(Stand 30. Juni 2011).
Folgende Ortschaften liegen im ehemaligen Gemeindegebiet:
| - Barrias - Cabrial - Casal - Cimo do Douro - Vila Jusã - Fraga - Mata - Matos | - Mesão Frio - Portela - Rio Teixeira - Salgado - São Martinho - São Silvestre - Sobreira |

Im Zuge der Gebietsreform vom 29. September 2013 wurden die Gemeinden Vila Jusã, Santa Cristina und São Nicolau zur neuen Gemeinde Mesão Frio (Santo André) zusammengeschlossen.